# N-grama
Donada una seqüència, anomenem n-grama a una subseqüència de n elements. Els elements poden ser tant lletres com paraules. S'utilitzen en diverses tasques de la traducció automàtica estadística, i també en altres camps de la investigació científica com l'anàlisi de seqüències genètiques.
Anomenem unigrama al n-grama quan n=1, bigrama amb n=2, trigrama amb n=3, etc. Els models de n-grames també es coneixen com a "Models de Markov no-ocults", ja que es coneixen les probabilitats de transició entre els diferents estats.

## Model den-grames
Un model de n-grames ens permet generar, gràcies a les propietats estadístiques dels n-grames, models de llenguatges naturals.
Aquesta idea va néixer amb un experiment realitzat per Claude Shannon per a la seva Teoria de la informació. Donada una seqüència de lletres, va estudiar quina era la següent lletra més probable. A partir d'un conjunt de dades d'aprenentatge, es pot deduir una distribució de probabilitat amb què obtenir quina és aquesta lletra.
A l'hora de modelar llenguatges, concretament, un model de n-grama és capaç de predir {\displaystyle x_{i}} donades {\displaystyle x_{i-1},x_{i-2},\dots ,x_{i-n}}. Degut a limitacions computacionals i també a què, en principi, una llengua pot tenir infinites paraules possibles, se simplifica de manera que cadascun dels elements (en aquest cas paraules) només depèn d'un nombre finit de n paraules.

## Tècniques de suavitzat
Els models de n-grames poden presentar alguns problemes: algunes probabilitats poden ser zero, si no s'ha vist mai el n-grama corresponent. Per això, se solen utilitzar algunes tècniques de suavitzat. Aquestes es poden dividir en dos grans tipus: tècniques per interpolació i tècniques back-off. En grans línies, la principal diferència entre ambdós tipus és que les tècniques d'interpolació sempre utilitzen informació de k-grames inferiors, mentre que les de back-off només ho fan si la probabilitat del n-grama és zero.

### Tècniques basades en interpolació
Les tècniques basades en interpolació calculen la probabilitat de manera ponderada entre el n-grama, corregit amb un factor {\displaystyle \lambda } i una probabilitat més robusta (que no presenta zeros) del n-grama i una història simplificada.
{\displaystyle p(w|h)=\lambda {\frac {N(hw)}{\displaystyle \sum _{w'}{hw'}}}+(1-\lambda )\beta (w|{\hat {h}})}
- {\displaystyle h}: història detallada ({\displaystyle w_{1}w_{2}w})
- {\displaystyle \beta }: probabilitat més robusta
- {\displaystyle {\hat {h}}}: història simplificada ({\displaystyle w_{2}w})

### Tècniques basades enback-off
Les tècniques basades en back-off calculen la probabilitat de manera normal en els n-grames vistos durant la fase d'entrenament, i per als casos on aquesta probabilitat és zero, utilitzen probabilitat més robusta i una història simplificada.
{\displaystyle p(w|h)=\lambda {\frac {N(hw)}{\sum _{w'}{N(hw')}}}}, si {\displaystyle N(hw)>0}
{\displaystyle p(w|h)=(1-\lambda ){\frac {\beta (w|{\hat {h}})}{\sum _{w':N(hw')=0}{\beta (w'|{\hat {h}})}}}}, si {\displaystyle N(hw)=0}